# El Quaque
El Quaque —cuyo título no abreviado es De cómo «El Quaque» mató al hermano Folión y del curioso ardid que tuvo el guardia Plinio para atraparle— es un cuento escrito en español por Francisco García Pavón y publicado en la revista Ateneo en 1953. Es el primer relato en el que aparece el personaje de Plinio, jefe de la Guardia Municipal de Tomelloso, que reaparecería posteriormente en diversas novelas cortas y novelas del mismo autor.

## Sinopsis
En una noche lluviosa, cuatro hombres juegan a las cartas en el casino. El conocido como El Quaque, un sujeto violento y con pocos amigos, pierde constantemente. Gana el tío Folión, un hombre mayor, gordo y apreciado por los vecinos. Cuando se queda sin dinero, el Quaque se marcha y acecha la salida del tío Folión. Le asalta para quitarle el dinero y, al resistirse su víctima, le asesina de un disparo de revólver. Después vuelve al casino y se reincorpora a la partida.
El jefe de la Guardia Municipal, conocido por el apodo de Plinio, es informado del hallazgo del cadáver. Tras informarse de los movimientos de la víctima y de los demás jugadores, se dirige al casino. Allí vigila el comportamiento del Quaque y consigue su confesión mediante una ingeniosa argucia.

## El autor
Francisco García Pavón nació en Tomelloso en 1919, localidad manchega en la que pasó su niñez. Estudió Filosofía y Letras en Madrid, donde se doctoró con una tesis sobre Clarín. Durante su servicio militar en Oviedo, donde sirvió como alférez de complemento, escribió su primera novela —Cerca de Oviedo— publicada en 1946 y con la que fue finalista del Premio Nadal. En 1952 publicó Cuentos de mamá, libro con el que mostró su habilidad en el relato corto.

## El cuento
El relato está basado en una historia que a García Pavón le contó Francisco Carretero Cepeda, pintor de Tomelloso que llegó a ser alcalde de la localidad. El título largo del cuento anticipa tanto la identidad de la víctima como la del asesino, eliminando así la incertidumbre habitual del género policíaco. De esta manera, el interés del lector se dirigirá a averiguar cuál es el método que emplea el investigador para desenmascarar al criminal. El autor delimita temporalmente la acción y se centra en unos pocos personajes. Hace un retrato psicológico tanto del criminal como de la víctima. Al decir el narrador en primera persona que los niños observaban el bulto donde el Quaque llevaba el revólver, indica que los hechos tienen lugar en un pasado alejado de la fecha de publicación del cuento. El crimen tiene una doble motivación: por un lado, el ánimo de lucro al robar el dinero perdido en el juego; por otro, la venganza, pues el asesino no puede soportar la derrota frente a un rival al que habitualmente vence en el juego. Por su parte, Plinio, pese a ser policía, actúa individualmente, de forma similar a los detectives privados de las novelas de misterio.
En una época en la que la dictadura del general Franco trataba de negar que en España se cometieran asesinatos, García Pavón muestra uno en su cuento, si bien tiene la precaución de hacer que el investigador que resuelve individualmente el caso sea un agente de la autoridad, concretamente el jefe de la Guardia Municipal de Tomelloso. El propio nombre del personaje —Manuel González— indica que se trata de un personaje común, del pueblo. El mote «Plinio» es una característica propia de la zona rural en la que vive.
Aunque el texto no precisa la época en que se desarrolla la acción, algunas referencias han permitido que los estudiosos sitúen los hechos en la década de 1920. Es un cuento experimental del que no se desprende que su autor tuviese pensado iniciar una serie de relatos protagonizados por Plinio. De hecho, el personaje tardó doce años en volver a aparecer.

## Publicaciones
El Quaque fue publicado en 1953 en Ateneo y participó en un concurso de cuentos convocado por la revista, ganando un accésit. En 1955 fue incluido en el libro de relatos de García Pavón titulado Las campanas de Tirteafuera. En 1970 fue reeditado nuevamente en el libro titulado Nuevas historias de Plinio, a pesar de que el cuento no era en absoluto novedoso. En aquel momento el autor manifestó que había sentido la tentación de introducir cambios en la redacción para aproximar esta al estilo que por entonces le caracterizaba. Sin embargo, desechó la idea y decidió dejarlo tal como fue originalmente escrito.